# Даніеле Чіффі
Даніеле Чіффі (14 грудня 1984, Падуя) — італійський футбольний арбітр. Арбітр ФІФА та УЄФА з 2022 року. Судить матчі в Серії A з 2014 року.

## Суддівська кар'єра
Він розпочав суддівство у 2002 році, а після роботи у нижчих лігах перейшов у 2011 році до Серії С.
У сезоні 2013—2014 років Чіффі був переведений до Серії B за рішенням тодішнього керівника суддів Стефано Фаріни.
10 травня 2014 року він дебютував у Серії А в матчі «Сампдорія» — «Наполі» (2-5).
З сезону 2018—2019 Даніеле Чіффі входив до штату суддів обслуговуючих Серію A, як арбітр і суддя VAR.
26 січня 2021 року під час дербі 1/4 фіналу Кубка Італії «Інтер» — «Мілан» замінив свого колегу Паоло Валері, який отримав травму під час матчу.
У січні 2023 року провів 80 матч у вищому дивізіоні, обслуговуючи гру між «Спецією» та «Лечче».
Арбітр ФІФА з 1 січня 2022 року. Дебютував на матчі групового етапу Ліги конференцій Європи УЄФА в листопаді 2022 року в матчі між «Сількеборг» та «Андерлехт».
26 квітня 2023 року, у рамках співпраці між Федерацією Кіпру та AIA (Асоціація італійських арбітрів), він був запрошений арбітром на матч півфіналу Кубка Кіпру «Омонія» — «Пафос», де йому допомагав на системі VAR італієць Луїджі Наска.
Після закінчення футбольного сезону 2022/2023 він отримав нагороду «Джованні Мауро», яку вручають найкращому арбітру  CAN, який найбільше відзначився протягом сезону.

## Примітка
1. ↑  Pacini, Andrea (30 вересня 2021). L'elenco di Arbitri, Assistenti e VMO proposti per la Lista FIFA 2022. www.aia-figc.it (італ.). Архів оригіналу за 18 січня 2021. Процитовано 29 грудня 2023.
2. ↑  ARBITRI E VIDEO MATCH OFFICIALS ITALIANI PER LE SEMIFINALI DELLA COPPA DI CIPRO. 3 maggio 2023. Архів оригіналу за 3 грудня 2023. Процитовано 29 грудня 2023.
3. ↑  I Premi nazionali per la Stagione Sportiva 2022/2023 (італ.). 3 липня 2023. Архів оригіналу за 24 лютого 2024. Процитовано 29 грудня 2023.